# Das Ziegenhorn (1972)
Das Ziegenhorn (bulgarisch Козият рог, Kosijat rog) ist ein bulgarischer Film von Metodi Andonow aus dem Jahr 1972. Er startete in den Kinos der DDR am 19. Dezember 1972. Am 19. April 1974 hatte er seine Erstausstrahlung im DFF.

## Handlung
Zur Zeit der Türkenherrschaft im 17. Jahrhundert erzieht ein Hirte seine Tochter, als wäre sie ein Mann. Die Mutter wurde von vier Türken vergewaltigt und starb daraufhin. Nun soll die Tochter die Familie rächen. Sie tötet die Mörder und verliebt sich in einen jungen Mann. Diesen trifft nun der Hass des Vaters.

## Kritik
Das Lexikon des internationalen Films urteilte: „Eindrucksvoll gestaltetes Historiendrama mit guten Schauspielerleistungen und voller dramatischer Elemente.“

## Auszeichnungen
Der Film erhielt international Anerkennung und gewann den Spezialpreis der Jury beim Internationalen Filmfestival Karlovy Vary sowie beim Filmpreis Rose d’Or, wo der Film auch den Publikumspreis erhielt. Beim Chicago International Film Festival wurde Das Ziegenhorn mit dem „Silbernen Hugo“ als bester Film ausgezeichnet.